# Илия Минев
Илия Стоянов Минев e български антикомунист и националист, един от водачите на Съюза на българските национални легиони (СБНЛ), организация с известни симпатии към националсоциалистическата идеология. След 1944 г. Минев е съден за легионерска дейност, като излежава общо 33 години в затвори и концлагери. На 16 януари 1988 г. той става основател и първи председател на Независимото дружество за защита правата на човека.

## Биография

### Младежки години
Илия Минев е роден на 5 декември 1917 г. в Саранбей (днес Септември), Пазарджишко. През 1930 година учи в гимназията в Пазарджик. След създаването на Съюза на българските национални легиони през 1932 година се включва в дейността му и се обявява срещу разпространяваните сред съучениците му комунистически идеи. По този повод е пребит жестоко от гимназисти ремсисти. След като излиза от болницата, баща му, който е заможен земевладелец, го изпраща да учи във Френския католически колеж в Пловдив, а след това – да следва в Тулуза. Там завършва инженерната специалност индустриална химия. Във Франция се запознава с Франсоа Митеран, който по това време членува в националистическата организация Аксион франсез и сътрудничи на режима на Виши. Завърнал се в страната, отбива военната си служба, след което отново се включва в легионерското движение и в периода 1941 – 1944 г. е избран за член на главното водачество на Съюз на българските национални легиони, завеждащ отдел „Външно-политически“ и водач на легиона в Пазарджик.

### Затворнически години
На 10 септември 1944 г. е задържан за една година в Пазарджишкия сектор на Държавна сигурност. Освобождават го, но през 1946 г. отново е арестуван понеже „продължава да стои на фашистки позиции и да провежда активна антикомунистическа дейност“. През същата година е осъден на доживотен, строг тъмничен затвор по обвинение, че е един от главните инициатори за образуване на Изпълнителен комитет – организация за възстановяване на бившите национални легиони, с цел събаряне, подравяне и отслабване установената в държавата власт, чрез преврат и терористични действия. Впоследствие присъдата е заменена на 25 години лишаване от свобода. След това е осъден на 7 години за „опит да отрови водата на София“. По-късно му дават още една година за незаконно производство на пластмасови изделия. С кратки промеждутъци прекарва в затвора до 1978 г., като лежи в почти всички затвори на страната – най-много в Пазарджишкия, Пловдивския, Старозагорския. Когато в затворите е спусната вътрешна разпоредба, че всички политически затворници трябва да бъдат изкарвани на работа, а който откаже да бъде вкарван в карцера, единственият в България, който отказва да работи, е Минев. Поради това прекарва 1860 дни в карцера, а независимо от това 460 дни прекарва в гладни стачки. След като е освободен, живее в град Септември, където е въдворен и са му наложени редица ограничения по Закона за народната милиция. Осем години е с мярка за неотклонение „подписка“ и всяка сутрин и вечер се разписва при дежурния офицер в управлението.
Идеята му за създаване на Дружество за правата на човека възниква в затвора. В периода 1984 – 1985 работи активно по организирането на такова дружество. През 1987 г. Илия Минев пише писмо до президента на САЩ Роналд Рейгън, до международни организации за защита на правата на човека.

### След 1989 г.
През лятото на 1989 г. Независимото дружество за защита правата на човека е оглавено от Румен Воденичаров и в този вид става част от СДС, а Минев остава в изолация и забвение повече от 10 години до смъртта си. На 20 февруари 1990 г. официозът в-к „Работническо дело“ излиза с информация, че дружеството се разграничава от своя основател. Като цяло не се отказва от идеите на СБНЛ, включително и след 1989 г. Започва да издава вестник „Свободно слово“.
Умира на 6 януари 2000 г. на 82-годишна възраст, в мизерия и самота, в старчески дом в Пазарджик. Погребан е в гробищата на гр. Септември. На погребението на Минев се появяват високопоставени представители на управляващия тогава СДС, но са освиркани. На гроба му по-късно е поставен достоен паметник.
Година преди смъртта му, през януари 1999 г., осем партии и движения внасят при тогавашния президент Петър Стоянов предложение да бъде награден с орден „Мадарски конник“ за заслуги към България. През 2000 г. с указ № 442 президентът Петър Стоянов награждава посмъртно Илия Минев и писателя-дисидент Георги Марков с най-високото държавно отличие – орден Стара Планина I степен.
На 9 декември 2002 г. в София е издигнат паметник на Илия Минев по инициатива Тошо Пейков и Район „Оборище“ на Столична община на дарено от общината място в градинката срещу НДК и хотел „Хилтън“ между булевардите „България“ и „Черни връх“. В родния му град Септември с решение на общинския съвет е обявен за почетен гражданин и един неголям площад е наречен на негово име. На 11 октомври 2008 г. в град Септември е открит негов бюст-паметник на площада, кръстен на него.

## Критики и противоречия
Според справка на комунистическата Държавна сигурност с дата 4 ноември 1989 г., изготвена по искане на ЦК на БКП и разпространявана неофициално сред депутатите във ВНС, Илия Минев е поддържал близки връзки с т.нар. от комунистите фашистка власт. „[…] Активно е сътрудничел с полицията и Гестапо. Организирал и участвал в преследвания и погроми над евреи“.
В книгата си „Непримиримият. Илия Минев – от първо лице и другите за него“ д-р Иван Гаджев отбелязва в бележка под линия:
| “ | Според статията „Досиетата с кафяв цвят“ („Отечествен фронт“, 10 февруари 1989), „разгромяваща“ народните врагове от незаконното НДЗПЧ, след ареста на Минев в Софийския областен съд се получава писмо, подписано от 800 (!) жители на град Септември, удостоверено и носещо печата на Синдикалния съвет на Общия работнически профсъюз – Лука Делийски, в което Минев е цитиран като „инициатор на кървави погроми срещу евреите“. Ясно е как се съчиняваха подобни пасквили. Но защо съдът не се е занимал с тези страшни обвинения, които са можели да бъдат подкрепени с толкова свидетели?... (стр. 36) | ” |

Минев остава убеден в някои от идейните постановки на СБНЛ и след 1989 г. Това е най-видимо във вестник „Свободно слово“, който Минев започва да издава като орган на Независимо дружество за защита правата на човека (НДЗПЧ) след 1989 г. Така например в статията си „Войната срещу пречупения кръст“ от 1994 г. Илия Минев обвинява евреите за началото на Втората световна война; разсъждава върху соларната символика на свастиката, обвързвайки я и със средновековната българска държава, питайки „какво обаче имат юдеите против светлината и против всички люде, които зачитат всекидневно изгряващото слънце и неговия символ“; и оповестява, че смъртта на 6 млн. евреи вследствие на Холокоста е мит. Според Минев има изследвания, които потвърждават, че в „нито един немски концлагер не е имало газови камери“, а напротив – те били поставени в лагерите по американски и съветски заповеди след края на Втората световна война. Същата година Минев публикува и друга статия, отричаща Холокоста, обвинявайки тогавашния американски президент Бил Клинтън, че е станал жертва на съветска фалшификация на историята, покланяйки се пред жертвите на нацизма в Освиенцим. В ред други свои публикации Минев обвинява евреите в разни злодеяния – спрямо Германия преди Втората световна война и в глобален мащаб. Според него легионерството има същата роля в българското общество, както нацистката партия в Германия.

## Отличия
- През 2000 г. посмъртно е удостоен с орден „Стара планина“ – I степен[12][13]